# مدام
مَدام (به عربی: ٱلْمَدَام) یک شهر در امارات متحده عربی است که در امارت شارجه واقع شده‌است. مدام ۱۱٬۱۲۰ نفر جمعیت دارد.